# Tibet tijdens de Mongoolse periode
Het Mongools bestuur over Tibet bestreek globaal de periode van 1250-1360. In deze periode was er sprake van een beperkte regionale autonomie, uitgeoefend door met name functionarissen van de sakya-traditie binnen het Tibetaans boeddhisme. Deze autonomie werd beperkt door een door de Mongoolse heersers tot stand gebrachte administratieve en bestuurlijke structuur.

## Historische achtergrond

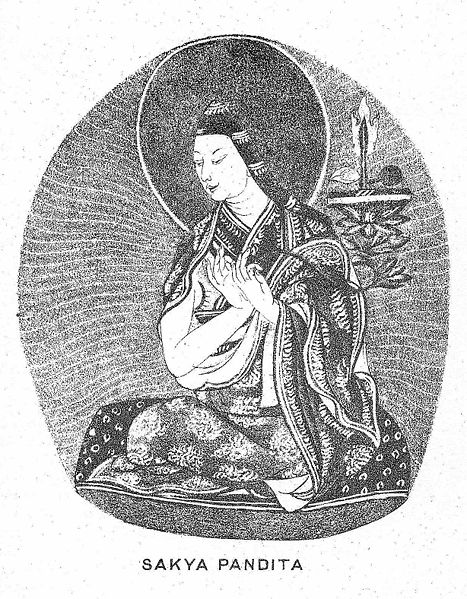
Sakya Pandita

Na de dood van Dzjengis Khan werd een aanzienlijk deel van het door de Mongolen in Centraal-Azië veroverde gebied als apanages verdeeld onder leden van de koninklijke familie. In 1239 kreeg Godan Khan, de tweede zoon van Ögedei, een apanage toegewezen, dat onder meer Tsongkha en andere delen van Amdo omvatte. Het apanage grensde dus aan gebieden in Centraal-Tibet.
In 1240 stuurde Godan Khan een kleine legermacht Centraal-Tibet in. Deze krijgsmacht dreigde het klooster Radreng te vernietigen. De abt van het klooster tekende een overgave. Gevraagd naar een persoon die de Tibetanen zou kunnen vertegenwoordigen aan het Mongoolse hof, noemde de abt Kunga Gyaltsen, de vierde uit de Khon-familie die abt (TIb. trizin) was van het klooster sakya en daarom per definitie ook het hoofd van de sakya-traditie (in sommige literatuur ook wel de Sakya trizin genoemd). Door zijn grote kennis van het Sanskriet en de Indiase cultuur was hij ook bekend onder de naam Sakya Pandita (1182-1251). Godan had enige jaren andere prioriteiten, maar in 1244 ontving Sakya Pandita de onmogelijk te weigeren uitnodiging naar zijn hof te komen. In gezelschap van zijn jonge neven Phagspa (1235-1280) en Chakna Dorjé reisde Sakya Pandita naar Lanzhou in het huidige Gansu, waar hij in 1246 arriveerde.
In de klassieke Tibetaanse geschiedschrijving volgt dan de melding van de beroemde brief van de Sakya Pandita aan alle geledingen binnen de Tibetaanse elite. Deze brief beschrijft de voorwaarden, waaronder de Mongolen bereid zijn af te zien van verwoestende invasies in Tibet. Er dient sprake te zijn van onvoorwaardelijke acceptatie van de Mongoolse soevereiniteit door alle geestelijke en wereldlijke autoriteiten. Hun autoriteit zou voortaan afhangen van deze soevereiniteitserkenning en van de formele benoeming door de Mongolen. De Tibetaanse autoriteiten zouden hun bezittingen besturen in overleg met afgevaardigden van de sakya, in overeenstemming met de Mongoolse wet. Er zou een volkstelling gehouden worden. Mongolen zouden belastingen heffen en innen, daarbij geholpen door functionarissen vanuit de sakya. De brief eindigt met een specificatie van het soort producten, die de Mongolen daarnaast als eerbetoon verwachten.
Een tweede element in de brief is de nadruk die gelegd wordt op de vaak gemelde stelling, dat de Sakya de enige vertegenwoordigers van de Mongolen in Tibet zijn en dat de abt van het klooster Sakya de voornaamste uitvoerder zou zijn van de Mongoolse soevereiniteit.
De klassieke Tibetaanse geschiedschrijving laat dan ook de hegemonie van de Sakya-traditie in Tibet met deze brief beginnen. De meeste hedendaagse tibetologen gaan er echter van uit dat deze brief een pseudepigraaf is, feitelijk aanzienlijk later geschreven op basis van omstandigheden na de dood van Sakya Pandita en om redenen van toenmalige politieke opportuniteit aan Sakya Pandita toegeschreven. De feitelijke bestuurlijke dominantie van de Sakya in Tibet werd pas na 1264 gerealiseerd.

### Periode circa 1250-circa 1260

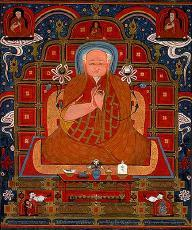
Phagspa

In 1251 overleed Sakya Pandita, die nooit naar Tibet was teruggekeerd. Phagspa werd de nieuwe abt van het klooster Sakya, hoewel hij daar maar een zeer beperkt deel van zijn leven aanwezig zou zijn. 
Möngke werd in hetzelfde jaar gekozen tot de vierde khagan van het Mongoolse Rijk. Möngke toonde meteen interesse in Tibetaanse zaken. Op dat moment lag zijn prioriteit echter bij het voornemen tot nieuwe campagnes in China en Iran. Hij had dan ook niet de bedoeling om direct een volledig Mongools bestuur in Tibet te introduceren. De afspraken tussen Godan en Sakya Pandita beschouwde hij kennelijk als een soort privéovereenkomst tussen hen beiden, die hem als keizer niet bond.
Möngke besloot om de uitoefening van Mongoolse autoriteit te delegeren naar leden van de Mongoolse koninklijke familie. Hij voerde een reorganisatie van de apanages door in Tibet. In Tibetaanse bronnen wordt dat beschreven als de realisering van een patroon-priesterrelatie tussen diverse Mongoolse prinsen en Tibetaanse scholen, tradities en kloosters. Dat is de relatie tussen een wereldlijk machthebber en een geestelijk leider of instituut. In een dergelijke relatie biedt de wereldlijk heerser zijn militaire bescherming aan de geestelijk leider, school, instituut, etc., in ruil voor spirituele opleiding en zegening.
De geografische ligging van de nieuwe apanages had ook als resultaat dat de patronage van diverse toenmalige geestelijke stromingen binnen het Tibetaans boeddhisme bij diverse leden van de Mongoolse koninklijke familie terechtkwam. Op deze manier werd "de verantwoordelijkheid voor de bescherming" van de Drikung Kagyu een taak van Möngke zelf. Dat van de Sakya bleef bij Godan. De Tsalpa Kagyu kwamen onder patronage van (toen nog) Prins Koeblai en de Taglung Kagyu onder patronage van Ariq Boke. Tijdens de periode van Möngke was het aantal apanages niet altijd gelijk, maar het waren er altijd minimaal elf. Het in omvang grootste apanage viel toe aan Hulagu. Het omvatte vrijwel het gehele westelijk deel van Centraal-Tibet, waaronder het koninkrijk Guge. In dat gebied was vooral de school van de phagdru kagyü aanwezig.
Het betekende ook, dat de diverse Tibetaanse religieuze tradities partij werden in de voortdurende onderlinge vetes tussen diverse facties binnen de Mongoolse elite.
Vanaf 1254 verbleef Phagspa aan het hof van prins Koeblai. In die periode bleef Koeblai vertegenwoordigers van andere tradities ontvangen en was er nog geen enkele sprake van een specifieke voorkeur voor de sakya-traditie. Koeblai was met name gecharmeerd van Karma Pakshi, de belangrijkste lama van de kagyü-traditie.
In 1259 overleed Möngke. Er brak een strijd uit tussen Koeblai Khan en Ariq Boke over de opvolging, die in 1264 eindigde met de overgave van de laatste. Karma Pakshi werd ervan beschuldigd het belang van Ariq Boke actief te hebben ondersteund. Hij werd voor een periode van negen jaar verbannen.

### Periode circa 1260-circa 1290

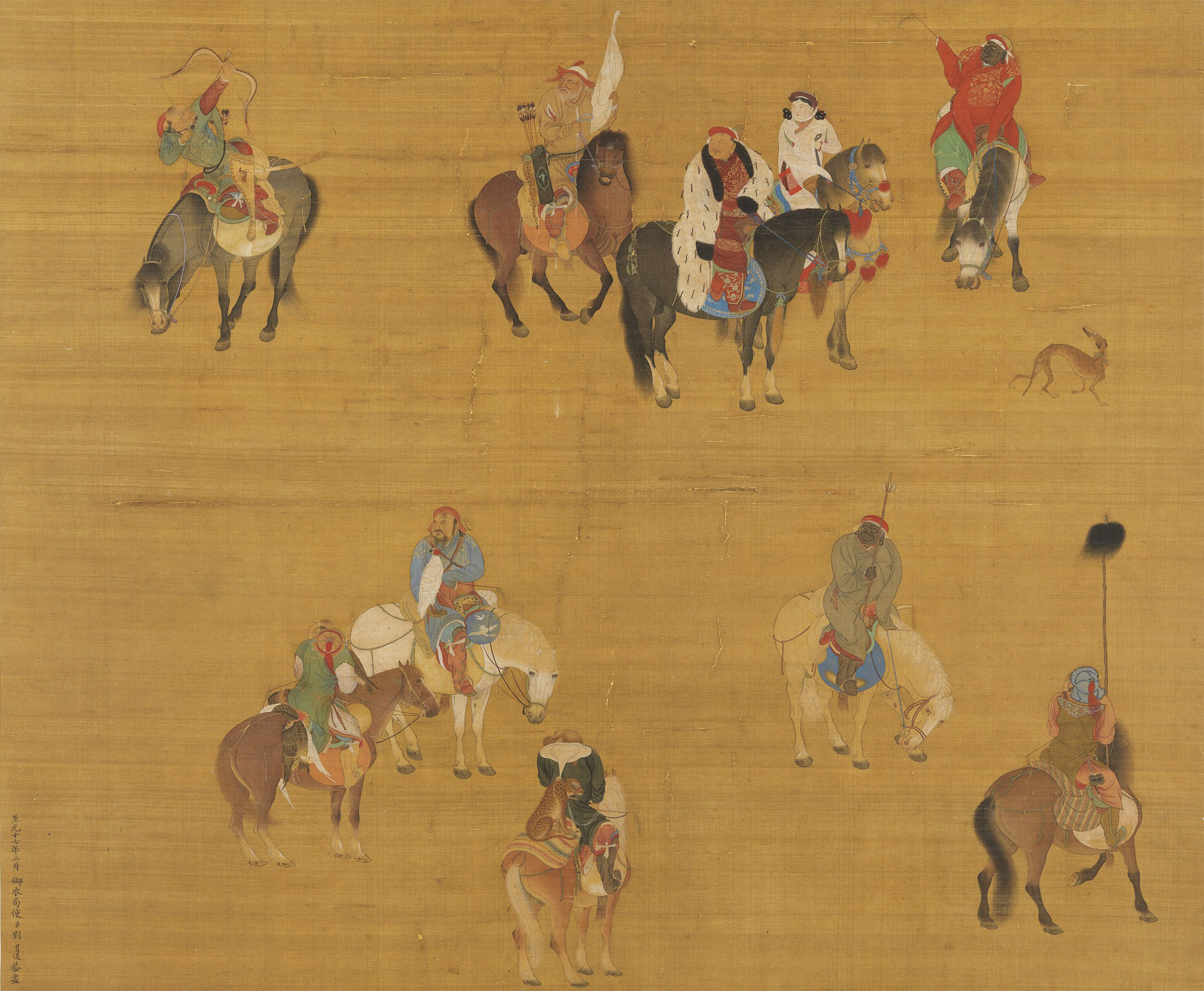
Schilderij van Koeblai Khan op de jacht van de Chinese hofschilder Liu Guandao, c. 1280.

Koeblai Khan wijzigde de bestuurlijke structuur van Tibet. Het hele Tibetaans sprekende gebied werd verdeeld in drie grote districten, waarvan Centraal-Tibet en het westen er één was. Dit district werd verdeeld in dertien myriarchiën. Het systeem van apanages werd afgeschaft met uitzondering van dat van Hulagu, de broer van Koeblai Khan. Dat laatste onderdeel van de beslissing zorgde in de decennia daarna voor veel onrust in het westen van Tibet. Ook tijdens de periode van zijn opvolgers in het Il-kanaat, Abaka Khan en Arghun, konden Tibetaanse religieuze stromingen, zoals de Drikung Kagyu zich met hulp van troepen van het kanaat tegen de dominantie van de Sakya-traditie en daarmee tegen de Yuan-dynastie blijven verzetten.
Koeblai benoemde Phagspa tot Nationaal Leermeester, een titel met een nauwelijks gedefinieerde verantwoordelijkheid voor de boeddhistische geestelijkheid en zond hem in 1264 naar Tibet. Phagspa was in het bezit van het zogenaamde Parel Document, dat Koeblai Khan vlak voor zijn vertrek had ondertekend. Volgens de klassieke Tibetaanse geschiedschrijving wordt Phagspa in dit document de wereldse en bestuurlijke verantwoordelijkheid gegeven voor alle Tibetaanse gebieden. In werkelijkheid bevestigt het document slechts de gebruikelijke vrijstelling van belasting voor de boeddhistische geestelijkheid. Wel werden in alle districten een aantal bestuurders vanuit de Sakya gestationeerd. Het jaar 1264 zou dus met enige fantasie als het begin van de dominantie van de Sakya in Tibet gezien kunnen worden.
In de twee jaren van zijn verblijf in het klooster Sakya hield Phagspa zich vooral bezig met het schrijven van religieuze geschriften en het ontwerpen van plannen voor de bouw van de Grote Tempel van het klooster. In het westen van Tibet bleef de situatie echter onrustig. De Phagdru-kagyü en de Drikung Kagyu, ondersteund door het Il-kanaat, weigerden zich bij een dominantie van de Sakya neer te leggen. Door Phagspa gevoerde onderhandelingen om het westelijk deel van Tibet onder controle van de Sakya te krijgen in ruil voor een voor hen gecreëerd territorium ten zuiden van Lhasa mislukten. Na twee jaar beval Koeblai khan Phagspa terug te keren naar het hof. Tegelijkertijd zond Koeblai Khan een legermacht naar het westen van Tibet, die de Drikung Kagyu uiteindelijk dwong de meeste van hun landgoederen over te dragen aan de Sakya. Dit werd door de Drikung, de phagdru kagyü en het Il-kanaat als een onvergeeflijke belediging gezien.

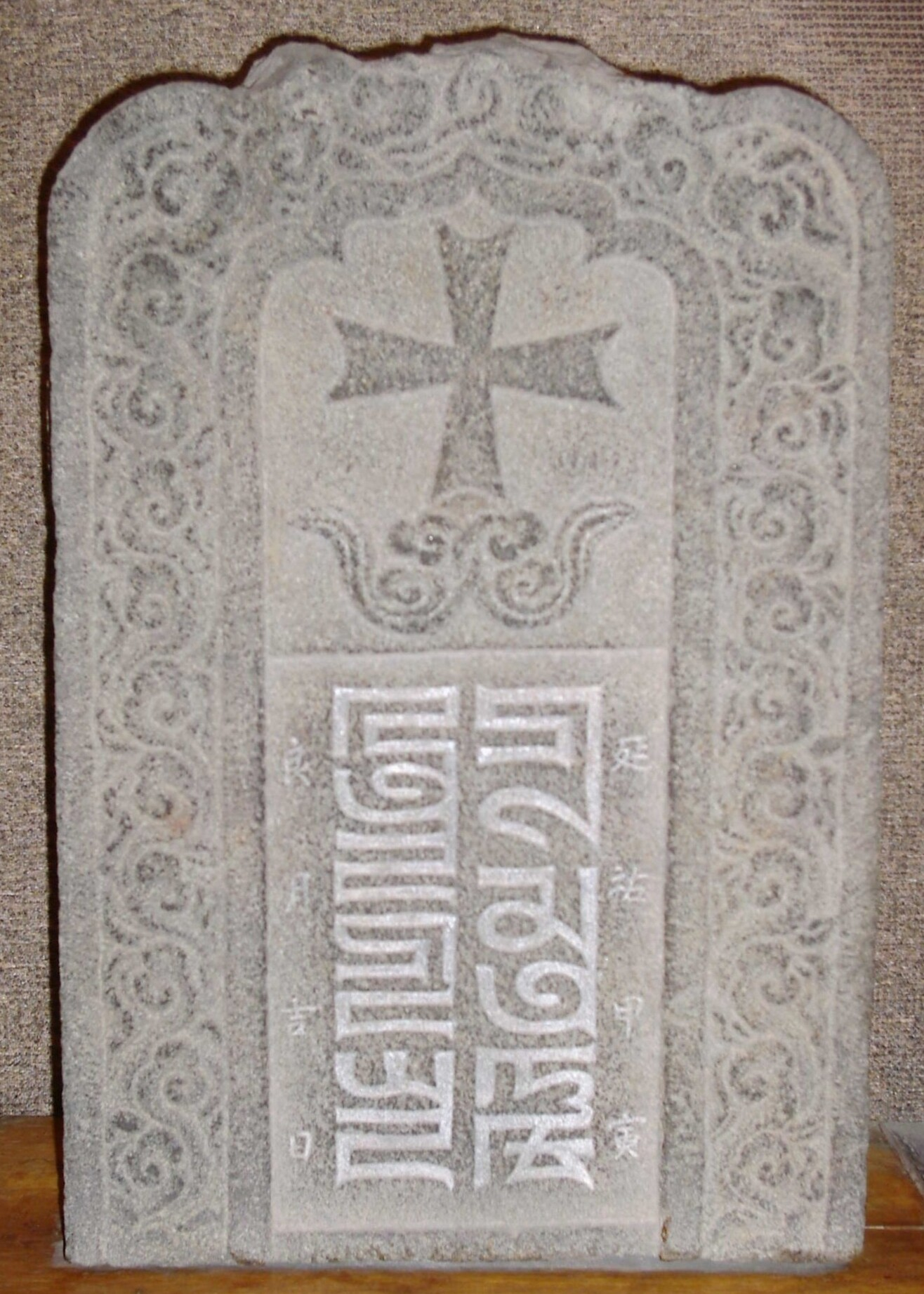
Christelijke grafsteen uit Quanzhou met inscriptie uit 1314 in Phagspa- schrift

Kort daarop werd Phagspa door Koeblai Khan gevraagd een schriftsysteem te ontwerpen, waarin alle belangrijke talen van het rijk geschreven konden worden. Als beloning voor het creëren van dit Phagspa-schrift werd Phagspa in 1269 beloond met de titel van keizerlijk leermeester, waarmee hij in feite de belangrijkste religieuze autoriteit van het boeddhisme in het gehele rijk werd.
Van 1267 tot 1275 was Phagspa weliswaar formeel verbonden aan het hof van Koeblai Khan, maar hij was er bijna nooit. In de praktijk verbleef hij vooral in het noorden van Amdo. Hedendaagse tibetologen relativeren dan ook sterk de invloed die Phagspa op Koeblai Khan zou hebben gehad. Vaak geformuleerde opvattingen, die Phagspa beschrijven als bijvoorbeeld de "onderkoning van Tibet", dekken volstrekt niet de historische realiteit.
In 1275 keerde Phagspa voor een korte periode terug aan het hof om toestemming te vragen terug te mogen keren naar Centraal-Tibet. Daarin werd toegestemd. Phagspa verloor wel onmiddellijk de titel keizerlijk leermeester.
Vanaf 1276 verbleef Phagspa weer in het klooster sakya. De situatie in het westen van Tibet was nog steeds onrustig. De Drikung en de Phagdru-kagyü waren constant bezig het aan de Sakya verloren terrein te heroveren. In 1280 overleed Phagspa. 

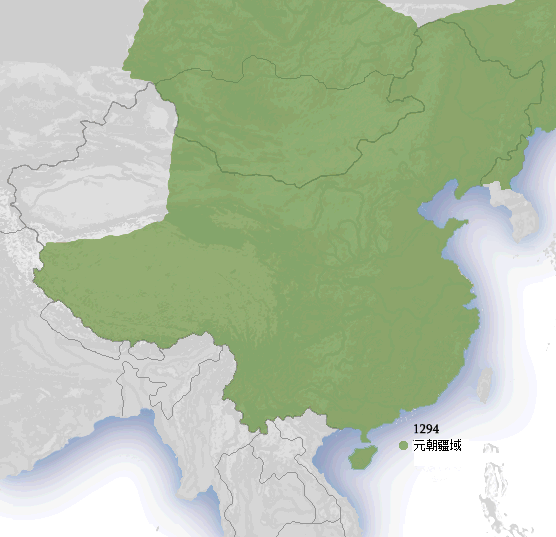
Yuan Dynastie, circa 1294.

In 1285 wist een alliantie van de Drikung en troepen vanuit het Il-kanaat een aantal kloosters van de Sakya te veroveren, waarbij er enkele vernietigd werden. Enkele jaren later escaleerden de gebeurtenissen tot een soort burgeroorlog. Koeblai Khan zag zich genoodzaakt te reageren en een grote legermacht viel in 1290 het westen van Tibet binnen. Daarbij werden duizenden westelijke Mongolen gedood en werd het klooster Drigung Chayul Mangra Gon, het belangrijkste van de Drikung, geheel vernietigd. De khan van het Il-kanaat, Arghun, overleed in 1291. Na zijn dood werd het kanaat islamitisch en begin 14e eeuw werd het boeddhisme onderdrukt en werden boeddhistische tempels en kloosters vernietigd. De verbinding tussen Iran en Tibet was daarmee ook verdwenen.

### Periode na 1290
Na 1290 was er een periode van circa vier decennia van betrekkelijke rust in Tibet. Het Mongoolse bewind werd niet uitgedaagd en de dominantie van de Sakya was onomstreden. Rond 1330 begon echter Changchub Gyaltsen , de stichter van de latere Phagmodru-dynastie geleidelijk de hegemonie van de Sakya te ondergraven. Na 1340 leidde dat opnieuw tot een soort burgeroorlog en rond 1353 was de Phagmodru erin geslaagd de Sakya-Mongoolse alliantie omver te werpen. 1353 wordt dan ook meestal genoemd als het jaar waarin de Mongoolse periode in Tibet eindigde.

## De bestuurlijke structuur
De feitelijke bestuurlijke structuur voor Tibet tijdens deze periode werd in de jaren na 1264 door Koeblai Khan gecreëerd.

### Ministerie (Bureau) voor Boeddhistische en Tibetaanse Zaken
Na diverse reorganisaties van eerder gecreëerde instellingen werd rond 1288 het Ministerie (Bureau) voor Boeddhistische en Tibetaanse Zaken geformaliseerd. De hoogste leidinggevenden van het Bureau hadden een zeer hoge rang in het keizerlijk bestuur. Dit Bureau had – naast de keizer – de laatste en hoogste verantwoordelijkheid voor het nemen van beslissingen inzake echt strategische zaken met betrekking tot Tibet, zoals het zenden van een militaire interventiemacht.

### Dekeizerlijk leermeester
Deze functie werd in 1270 gecreëerd toen Koeblai Khan Phagspa in die functie aanstelde. Gedurende de gehele Mongoolse periode werd de functie vervuld door geestelijken uit de Sakya-traditie, maar lang niet altijd uit de Khon-familie die traditioneel de abten van het klooster Sakya leverde. Van de negen personen die in deze periode keizerlijk leermeester waren, waren er slechts vijf afkomstig uit de Khon-familie.
Na Phagspa waren de functies van keizerlijk leermeester en sakya trizin ook strikt gescheiden. De keizerlijk leermeester verbleef - na Phagspa- in de onmiddellijke nabijheid van het keizerlijk paleis. Als hij China verliet verloor hij de functie en werd onmiddellijk iemand anders benoemd. De keizerlijk leermeester was een functie binnen het keizerlijk bestuur. Hij genoot buitengewoon veel aanzien, kon over aanzienlijke financiële middelen beschikken en kon - in principe- invloed uitoefenen op beslissingen van het Bureau van Boeddhistische en Tibetaanse Zaken en de keizer adviseren. Het was en bleef echter een keizerlijke functie die grotendeels aan het hof werd uitgeoefend. Acties die door de keizerlijk leermeester werden geïnitieerd en contrair zouden kunnen zijn aan de belangen van de Mongoolse heersers, waren onmogelijk. De beslissingen van de keizerlijk leermeester werden dan ook altijd namens de keizer genomen en deze hadden vooral betrekking op de bevestiging van het verkrijgen van goederen en privileges. De keizerlijk leermeester had zelf geen enkele invloed op de feitelijke en dagelijkse regeringszaken in Tibet.
Vanaf Phagspa werden alle keizerlijke leermeesters op jeugdige, soms zeer jeugdige leeftijd in die functie benoemd. Hun geestelijke en morele ontwikkeling, hun kennis van de doctrines waren dus geen echte maatstaven bij de benoeming. Die maatstaven werden uitsluitend politiek bepaald. Geen van hen was ook een tulku.

### Het Bureau voor Pacificatie
Het gehele Tibetaans sprekende gebied werd verdeeld in drie grote districten, waarvan Centraal-Tibet en het westen er een van was. Dit district werd verdeeld in dertien myriarchiën. De feitelijke supervisie over de regering van dit gebied lag in handen van een instelling, waarvan de naam in vertaling iets is als "Het Bureau voor Pacificatie". Daarvan bestonden er meerdere in China en in de grensgebieden. In China zelf had het een intermediaire taak tussen de burgerlijke en militaire autoriteiten op lokaal en provinciaal niveau. Het regelde ook het berichtenverkeer van en naar de keizerlijke regering. Over het algemeen was deze instelling meer verantwoordelijk voor toezicht dan op uitvoering van bestuurlijke taken. In Tibet werd deze instelling gevormd in 1268. Het onderging vele reorganisaties tot het omstreeks 1290 zijn definitieve vorm kreeg. De staf en leiding van het Bureau waren geheel in handen van Mongolen, die dus in Tibet verbleven. In Centraal- Tibet oefende het toezicht uit op het dagelijks bestuur van het gebied. Gedurende de gehele periode van de Yuan-dynastie bleef deze instelling in Tibet bestaan.

### Desakya trizin
In veel literatuur wordt nog de opvatting aangetroffen, dat de abt van het klooster Sakya en daarmee het hoofd van die traditie, de werkelijke bestuurder van Tibet zou zijn. Hedendaagse tibetologen hebben overtuigend aangetoond dat dit een misvatting is. De sakya trizin was wel formeel het hoofd van de traditie, maar zijn macht was beperkt tot religieuze zaken en een verantwoordelijkheid voor de landgoederen die tot het klooster behoorden. De abten van het klooster waren traditioneel vrijwel altijd afkomstig uit de Khon-familie. In het begin van de 14e eeuw splitste de familie zich als gevolg van hevige meningsverschillen in vier takken. Dit leidde snel tot verdere spanningen met een sterke vermindering van het gezag van de abt van Sakya ook in religieuze zaken tot gevolg.

### De Poncen
Dit was de persoon die met zijn staf feitelijk het dagelijks bestuur over Centraal-Tibet uitoefende. De functie werd al 1244 ingesteld door Sakya Pandita op het moment dat hij naar het hof van Godan Khan vertrok. De Poncen zou in zijn afwezigheid verantwoordelijk zijn voor alle wereldse zaken alsmede voor het handhaven van de orde en discipline van de monniken. Het resultaat van de buitengewoon lange duur van de afwezigheid van de abten (Sakya Pandita en daarna Phagspa) had tot gevolg, dat het gewicht van de functie van Poncen steeds belangrijker werd. Na Phagspa veranderde die situatie niet. De abt van het klooster (de sakya trizin) was formeel het hoofd van de sakya-traditie, maar in alle organisatorische en wereldse zaken was het de Poncen, die de beslissing nam. De dominantie van de sakya-traditie in Centraal-Tibet gedurende deze periode was dus feitelijk in deze functie belichaamd.
Ook deze functie bleef de gehele periode van de Yuan-dynastie bestaan. De Poncen was een leek en werd door de keizer benoemd via het Ministerie (Bureau) voor Boeddhistische en Tibetaanse Zaken. Zijn handelen stond in Centraal-Tibet onder toezicht van het daar aanwezige Bureau voor Pacificatie. In de 14e eeuw werd het gebruikelijk, dat een kandidaat-Poncen eerst een termijn werkte bij het Ministerie (Bureau) voor Boeddhistische en Tibetaanse Zaken in Peking. Vanaf zijn benoeming als Poncen was hij dan al ingevoerd in de werkwijze van het keizerlijk bestuur.
Er zijn verschillende bronnen over het aantal Poncen's die in de periode 1264-1364 werkzaam zijn geweest. Die zijn niet geheel gelijkluidend, maar het werkelijke aantal moet omstreeks twintig zijn geweest.

## De erfenis van de Mongoolse periode in Tibet
Na de val van de Yuan-dynastie zou de Tibetaanse Phagmodru-dynastie Centraal-Tibet voor een periode van ongeveer tachtig jaar tot circa 1435 regeren. De Phagmodru-vorsten maakten een eind aan het door Koeblai Khan ingevoerde administratieve en bestuurlijke systeem. De myriarchie als bestuurlijke en administratieve eenheid verdween.
Een aantal door de Mongolen ingevoerde maatregelen bleven echter nog tot 1951 intact. De eerste was een efficiënt belastingsysteem. In deze periode was die gebaseerd op gegevens van een volkstelling die al door Möngke bevolen was, maar pas in 1268 in de periode van Koeblai Khan uitgevoerd werd. Op basis van een genuanceerde benadering van die gegevens komen hedendaagse tibetologen tot een bevolkingsaantal in die periode van ongeveer 300.000 mensen in Centraal-Tibet.
De Mongolen hadden ook een efficiënt postbedrijf ingevoerd. Dit bedrijf maakte het mogelijk dat het keizerlijk hof in Peking in regelmatig contact kon staan met de keizerlijke vertegenwoordigers in Tibet. Die efficiëntie werd vooral mogelijk gemaakt door het invoeren door de Mongolen van de ulaq. Dit was een verplichting tot vervoer van personen en hun goederen aan wie een pas was verstrekt door de overheid. Tibet was verdeeld in een aantal routes en op elk van die routes was op ongeveer een halve dag lopen van elkaar een pleisterplaats. Horigen in een bepaald gebied konden op die manier op één dag heen en terug gaan. Pashouders konden gratis vervoer, rijdieren en logies vorderen. Dit systeem stelde de overheid in staat om tegen minimale kosten goederen en personen op een redelijk effectieve wijze over grote afstanden te vervoeren.
Ook de verplichting van de ulag bleef in Centraal-Tibet tot 1951 gehandhaafd.
Een ander effect van de Mongoolse periode was het eind van de volledige versplintering van de macht in Tibet, die was opgetreden na de val van het Tibetaanse rijk in het midden van de 9e eeuw. Bij de Tibetaanse elite kreeg het idee van een vorm van althans enig centraal gezag weer enig draagvlak. Hoewel Centraal-Tibet tot aan het midden van de 17e eeuw een sterk verdeeld land zou blijven, is een dergelijke vrijwel volledige fragmentatie van de macht na de Mongoolse periode niet meer voorgekomen.
De dominante krachten in het land waren traditioneel de adellijke clans en de geestelijkheid. In deze periode vindt een zekere verschuiving plaats van de adellijke macht naar boeddhistische instellingen. Dit werd mede mogelijk gemaakt doordat juist in deze periode de introductie en ontwikkeling van de gereïncarneerde lama, de tulku plaatsvindt. Daarmee werd een deel van de macht in handen van een boeddhistische elite gelegd.
Na deze periode zou de adel over het algemeen proberen buitenlandse interventies te verhinderen om zijn eigen privileges te handhaven, terwijl de boeddhistische elite juist uitdrukkelijk om buitenlandse interventies kan verzoeken of deze zonder meer accepteert (Phagspa, de derde dalai lama, de vijfde dalai lama, de zevende dalai lama).